# Eumetula michaelseni
Eumetula michaelseni là một loài ốc biển, động vật chân bụng trong họ Cerithiopsidae. Nó được Strebel mô tả năm 1905.

## mô tả
Chiều dài tối đa của vỏ ốc được ghi nhận là 4,4 mm.

## Môi trường sống
Độ sâu tối thiểu được ghi nhận là 0 m. Độ sâu tối đa được ghi nhận là 96 m.